# František Přikryl (politik)
František Přikryl (9. srpna 1924 – ???) byl český a československý politik Komunistické strany Československa a poúnorový poslanec Národního shromáždění ČSR.

## Biografie
Ve volbách roku 1954 byl zvolen za KSČ do Národního shromáždění ve volebním obvodu Brno-venkov I. V parlamentu setrval až do konce funkčního období, tedy do voleb roku 1960.
K roku 1954 se profesně uvádí jako dílovedoucí elektromontáže podniku TOS Kuřim. Nositel Řádu práce.